# Pinkpop 1975
Pinkpop 1975 werd gehouden op 19 mei 1975 op het Sportpark Burgemeester Damen in Geleen. Het was de 6e van 17 edities van het Nederlands muziekfestival Pinkpop in Geleen, waar ook de eerste editie plaatsvond. Er waren circa 32.000 toeschouwers. Het weer was kil, maar droog.
Presentatie: Felix Meurders en Guy Mortier.

## Optredens
- Jack Bruce feat. Carla Bley en Mick Taylor
- Nazareth
- Kevin Coyne
- Red, White 'n Blue
- Sailor
- Alan Stivell